# 倩女幽魂 (1960年電影)
《倩女幽魂》，是一套由邵氏兄弟(香港)電影有限公司製作的電影，由樂蒂主演，曾獲選參加法國坎城影展，乃第一部參加國際影展的香港彩色電影。

## 電影內容
故事改編自中国古典文學名著、清代蒲松龄的短篇小说集《聊齋誌異》之《聶小倩》一則，片名取自迷青瑣倩女離魂。敘述書生寧采臣（趙雷飾）在前往收租途中，夜宿於金華寺，結識了劍客燕赤霞（楊志卿飾）。女鬼聶小倩（樂蒂飾）受老妖姥姥（唐若青飾）脅迫，前往金華寺取寧命以供姥姥吸血。倩以美色及黃金引誘寧，但卻均遭婉拒，有感於其之正直，便不忍加害，臨行前更囑咐寧與燕同宿，因此幸而避過一劫。 原來聶小倩本為官家之女，因客死異鄉，遭姥姥操縱，而不得不誘人害命。寧采臣憐其身世，於是決意帶其骨灰返鄉。焉知途中姥姥再次來犯，所幸燕赤霞及時趕至收伏姥姥，兩人叩謝其恩，繼而上路。

## 人物角色
| 角色名稱 | 演員        | 備註   |
| -------- | ----------- | ------ |
| 聶小倩   | 樂蒂        |        |
| 寧采臣   | 趙雷 (演員) |        |
| 燕赤霞   | 楊志卿      |        |
| 姥姥     | 唐若青      |        |
|          | 洛奇        | 書僮甲 |
|          | 李昆        | 書僮乙 |
|          | 李國華      | 書生甲 |
|          | 蘇祥        | 書生乙 |
|          | 王月汀      | 車夫甲 |
|          | 馮毅        | 車夫乙 |
|          | 郝履仁      | 店主   |

## 其他製作人員
- 助導：高立、金銓
- 美術：沈顥
- 服裝設計：盧世侯
- 劇務：郭清江
- 場記：孔慶祥
- 場務：馬斐
- 燈光：陳芬
- 陳設：徐弘
- 道具：林華三
- 化妝：葉一鳴
- 服裝：劉賢輝
- 錄音：鄺護
- 佈景：陳其銳

## 外部連結
- 香港影庫上《倩女幽魂》的資料（繁體中文）
- 时光网上《倩女幽魂》的資料（简体中文）
- 豆瓣电影上《倩女幽魂》的資料 （简体中文）
- 爛番茄上《倩女幽魂》的資料（英文）
- AllMovie上《倩女幽魂》的资料（英文）
- 互联网电影数据库（IMDb）上《倩女幽魂》的资料（英文）